# 이즈모족
이즈모족(일본어: 出雲族 이즈모조쿠[*])은 고대 이즈모 지방(지금의 시마네현)에 존재했다는 설이 있는 족속이다. 이즈모 신화의 담지자들로 상정되고 있다. 이즈모 지역에서는 많은 양의 동탁과 동검이 출토된 유적이 있기 때문에, 실제로 고대에 모종의 세력이 존재했다고 여겨진다.
이즈모족으로 호칭되는 저명한 혈맥으로는 스사노오노 미코토의 자손으로서 지기(地祇)계 해신(海神)족에 속하는 일족과, 아메노 호히노 미코토의 자손으로 천신(天神)계 천손(天孫)족에 속하는 일족 이렇게 두 가지가 있다. 전자는 이즈모국을 물려받은 일족이며, 후자는 쿠마노 대사와 키즈키 대사의 제사를 담당한 이즈모국 미야츠코의 일족이다. 그러나 용사(龍蛇)신앙을 가졌던 해신족 계통의 씨족과 웅조(熊鳥)신앙을 가졌던 천손족 계통의 씨족을 모두 "이즈모족"으로 호칭하는 것에는 의문이 크다. 또한 스사노오는 천손족의 시조적 위치에 있으며, 그를 해신족의 시조로 비정하는 것은 종족적・계보적・신화적으로 불가능하다고도 한다.